# Aeroporto de Vichy - Charmeil
O aeroporto de Vichy - Charmeil é um aeroporto localizado em Charmeil, a norte de Vichy (5 km do centro da cidade).
Com uma superfície de 130 ha, a pista de 2200 m de comprimento por 45m de largura permite o acesso de grandes aviões civis ou militares. O Concorde fez ali escala a 9 de setembro de 1983. O aeroporto abriga o aeroclube de Vichy e acolhe numeroso aviões privados.
O aeroporto é regularmente utilizado para ações desportivas ou de demonstração (como o paraquedismo).

## Estatísticas
| Movimentos do aeroporto   | 2006   | 2007   | 2008   | 2009   | 2010   |
| ------------------------- | ------ | ------ | ------ | ------ | ------ |
| movimentos comerciais     | 62     | 90     | 48     | 24     | 0      |
| movimentos não comerciais | 15 026 | 14 427 | 12 554 | 13 249 | 11 895 |
| > locais                  | 11 341 | 9 804  | 8 918  | 9 582  | 9 966  |
| > viagens                 | 3 685  | 4 623  | 3 636  | 3 667  | 1 929  |
| TOTAL                     | 15 088 | 14 517 | 12 602 | 13 273 | 11 895 |